# ВХА в сезоне 1972/1973
Перед своим первым сезоном, команды Всемирной хоккейной ассоциации 12 и 13 февраля 1972 года в Анахайме провели драфт, выбрав 1081 человека, из которых далеко не все были хоккеистами. Так, шутки ради и поднятия интереса у журналистов и болельщиков, команда «Виннипег Джетс» выбрала председателя Совета министров СССР Алексея Косыгина. В числе задрафтованных был и советские хоккеисты Анатолий Фирсов, Юрий Блинов, Валерий Харламов, Александр Мальцев, Владимир Петров. Некоторые команды в итоге задрафтовали около 100 человек.
Однако «Калгари Бронкос», так же как и клуб из Майами, не нашли $100 000 вступительного взноса и были заменены командами из Кливленда и Чикаго.
Первым хоккеистом подписавшим контракт с ВХА (клуб «Лос-Анджелес Шаркс») стал Стив Сазерленд, игравший в Интернациональной Лиге.
К августу 1972 года, более 300 игроков имели контракты с командами ВХА. Кроме Бобби Халла, заключившего $2.75 миллионный контракт с «Виннипег Джетс», выделялась и сделка и «Филадельфии Блэйзерс» с центральным нападающим Дереком Сандерсоном на 10 лет на сумму в $2.325 миллионов долларов. Однако Сандерсон сыграл всего 8 матчей, после чего его контракт был выкуплен за $1 миллион долларов.
Первый гол в истории ВХА был забит Роном Андерсоном из «Альберта Ойлерс» в матче против «Оттавы» 11 октября. «Ойлерс» победили в той игре 7:4.
Лучше всех к первому сезону подготовились «Нью Инглэнд Уэйлерс», в составе которых играли защитники Рик Лей и Брэд Селвуд, заманенные из «Торонто Мейпл Лифс», нападающие Джим Дори из «Нью-Йорк Рейнджерс» и Тед Грин из «Бостон Брюинз». Базировавшиеся в Бостоне, «Уэйлерс» стали лучшими в регулярном сезоне, а затем выиграли и первый Кубок АВКО, победив в финале Бобби Халла и его «Виннипег» в пяти играх, 4-1.
Центральный нападающий «Филадельфии Блэйзерс» Андре Лакруа стал самым результативным хоккеистом регулярного чемпионата ВХА с 50 голами и 74 точными передачами.
Самым ценным игроком первого регулярного сезона был назван Бобби Халл.

## Регулярный сезон

### Восточный дивизион
| № | Команда              | В  | Н | П  | Ш       | О  |
| - | -------------------- | -- | - | -- | ------- | -- |
| 1 | Нью-Ингленд Уэйлерс  | 46 | 2 | 30 | 318-263 | 94 |
| 2 | Кливленд Крузейдерс  | 43 | 3 | 32 | 287-239 | 89 |
| 3 | Филадельфия Блэйзерс | 38 | 0 | 40 | 288-305 | 76 |
| 4 | Оттава Нэшнлс        | 35 | 4 | 39 | 279-301 | 74 |
| 5 | Квебек Нордикс       | 33 | 5 | 40 | 276-313 | 71 |
| 6 | Нью-Йорк Рейдерс     | 33 | 2 | 43 | 303-334 | 68 |

### Западный дивизион
| № | Команда                  | В  | Н | П  | Ш       | О  |
| - | ------------------------ | -- | - | -- | ------- | -- |
| 1 | Виннипег Джетс           | 43 | 4 | 31 | 285-249 | 90 |
| 2 | Хьюстон Аэрос            | 39 | 4 | 35 | 284-269 | 82 |
| 3 | Лос-Анджелес Шаркс       | 37 | 6 | 35 | 259-250 | 80 |
| 4 | Миннесота Файтинг Сэйнтс | 38 | 3 | 37 | 250-269 | 79 |
| 5 | Альберта Ойлерз          | 38 | 3 | 37 | 269-256 | 79 |
| 6 | Чикаго Кугарс            | 26 | 2 | 50 | 245-295 | 54 |

Дополнительный матч за место в плей-офф: «Миннесота» — «Альберта» — 4:2

### Лучшие бомбардиры
| №  | Хоккеист       | Клуб                 | Матчи | Очки | Голы | Пасы |
| -- | -------------- | -------------------- | ----- | ---- | ---- | ---- |
| 1  | Андре Лакруа   | Филадельфия Блейзерс | 78    | 124  | 50   | 74   |
| 2  | Рон Уорд       | Нью-Йорк Рейдерс     | 77    | 118  | 51   | 67   |
| 3  | Дэнни Лоусон   | Филадельфия Блейзерс | 78    | 106  | 61   | 45   |
| 4  | Том Уэбстер    | Нью-Ингленд Уэйлерс  | 77    | 103  | 53   | 50   |
| 5  | Бобби Халл     | Виннипег Джетс       | 63    | 103  | 51   | 52   |
| 6  | Норм Боден     | Виннипег Джетс       | 78    | 103  | 38   | 65   |
| 7  | Крис Бордело   | Виннипег Джетс       | 78    | 101  | 47   | 54   |
| 8  | Терри Кэффри   | Нью-Ингленд Уэйлерс  | 74    | 100  | 39   | 61   |
| 9  | Горд Лабоссьер | Хьюстон Аэрос        | 77    | 96   | 36   | 60   |
| 10 | Уэйн Карлтон   | Оттава Нэшнлс        | 75    | 91   | 42   | 49   |

### Матч звёзд ВХА
6 января 1973 года, Квебек, 5435 зрителей.
Сборная "Востока" - Сборная "Запада" - 6:2 (1:1, 3:0, 2:1)
Лучший игрок матча - Уэйн Карлтон ("Восток" - Оттава)

### Сборные Всех звёзд
1-я сборная
Вратарь: Джерри Чиверс (Кливленд); 
Защитники: Жан-Клод Трамбле (Квебек) — Пол Шмир (Кливленд);
Нападающие: Андре Лакруа — Дэнни Лоусон (оба - Филадельфия) — Бобби Халл (Виннипег).
2-я сборная
Вратарь: Берни Парент (Филадельфия); 
Защитники: Джим Дори (Нью-Ингленд) — Лэрри Хорнанг (Виннипег);
Нападающие: Рон Уорд (Нью-Йорк) — Том Уэбстер (Нью-Инглэнд) — Гэри Джарретт (Кливленд).

## Кубок АВКО 1973

### 1/4 финала
- Нью-Ингленд - Оттава 4-1 (6:2, 4:3 ОТ, 2:4, 7:3, 5:4 ОТ)
- Виннипег - Миннесота 4-1 (3:1, 5:2, 4:6, 3:2 ОТ, 8:5)
- Кливленд - Филадельфия 4-0 (3:2 ОТ, 7:1, 3:1, 6:2)
- Хьюстон - Лос-Анджелес 4-2 (7:2, 2:4, 2:3, 3:2 ОТ, 6:3, 3:2)

### 1/2 финала
- Нью Инглэнд - Кливленд 4-1 (3:2, 3:2, 5:4, 2:5, 3:1)
- Виннипег - Хьюстон  4-0 (5:1, 2:0, 4:2, 3:0)

### Финал
- Нью Инглэнд - Виннипег 4-1 (7:2, 7:4, 3:4, 4:2, 9:6)

## Индивидуальные призы ВХА в сезоне 1972/73
| Лучший игрок регулярного сезона ("Гэри Дэвидсон Аворд"): | Бобби Халл (Виннипег Джетс)            |
| Лучший бомбардир чемпионата ("Билл Хантер Трофи"):       | Андре Лакруа (Филадельфия Блэйзерс)    |
| Лучший новичок сезона ("Лу Каплан Трофи"):               | Терри Кэффри (Нью-Инглэнд Уэйлерс)     |
| Лучший вратарь ("Бен Хэтскин Трофи"):                    | Джерри Чиверс (Кливленд Крузейдерс)    |
| Лучший защитник ("Деннис Мёрфи Трофи"):                  | Жан-Клод Трамбле (Квебек Нордикс)      |
| Игрок-джентльмен ("Пол Дено Трофи"):                     | Тед Хэмпсон (Миннесота Файтинг Сэйнтс) |
| Тренер года ("Ховард Болдуин Трофи"):                    | Джек Келли (Нью-Инглэнд Уэйлерс)       |